# Jean-Christophe Gay
Jean-Christophe Gay (...) è un geografo francese e professore universitario presso l'Université Côte-d'Azur.

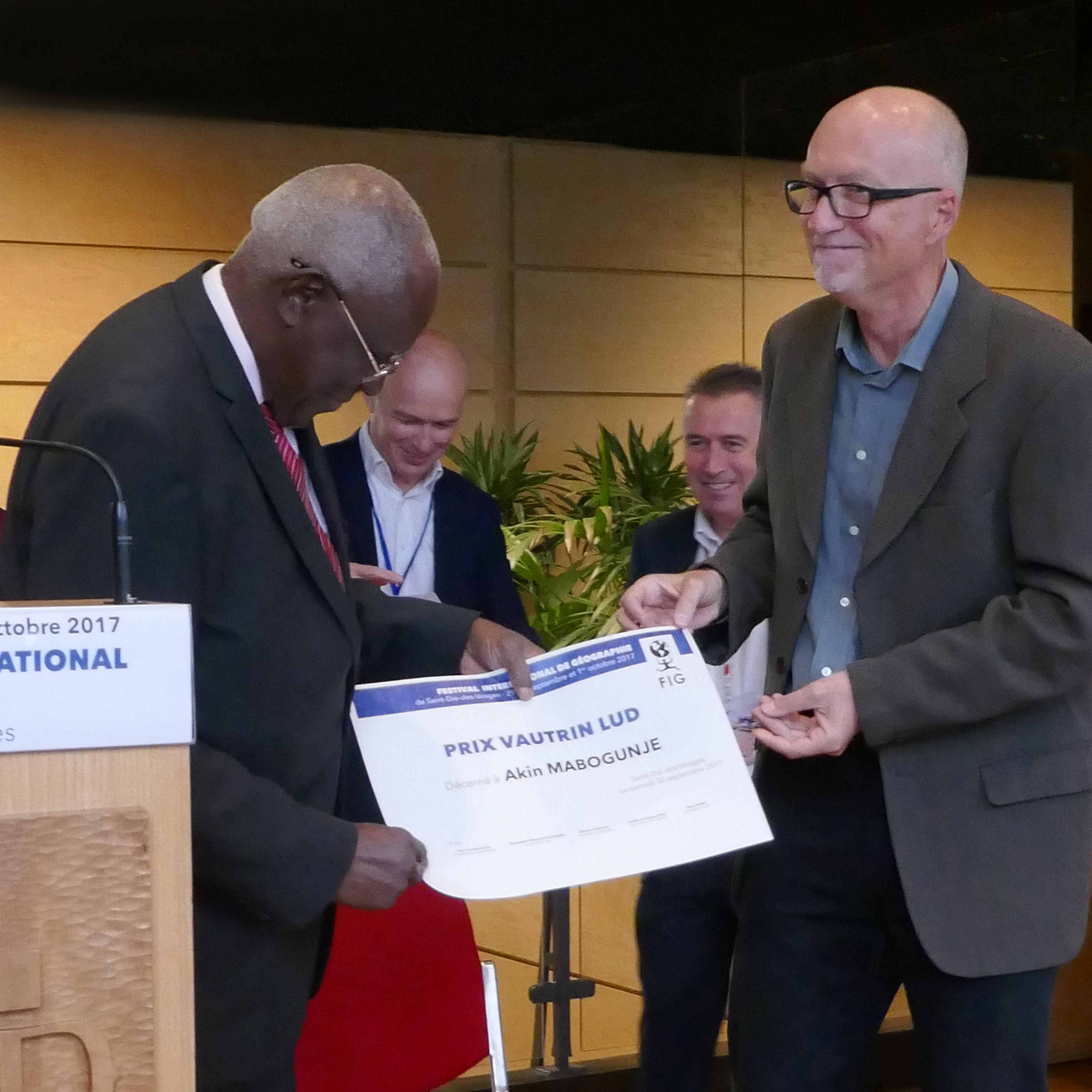
Jean-Christophe Gay assegnando il premio Vautrin Lud a Akin Mabokunje (2017).

Inizialmente specializzato in discontinuità spaziali, ha concentrato la sua ricerca sulle pratiche e i luoghi del turismo e sui territori d'oltremare.
Molti dei suoi lavori sono dedicati al mondo insulare tropicale, in particolare alla Francia d'oltremare, dove ha vissuto per più di dieci anni, prima come distaccato presso l'ORSTOM (ora IRD) dal 1987 al 1989 a Tahiti, inserito dell'équipe tecnico-scientifica dell'Atlas de la Polynésie française (1993), poi come docente all'Università della Riunione dal 1995 al 2000, e infine come direttore di ricerca in Nuova Caledonia, all'interno dell'IRD dal 2009 al 2012. Qui ha coordinato l'Atlas de la Nouvelle-Calédonie, di cui è co-direttore scientifico oltre che autore principale, e per il quale ha ricevuto il premio per il libro scientifico al 15º Salone del Libro insulare di Ouessant nel 2013.
Dal 1995 al 2011 è stato membro del gruppo di ricerca MIT (Mobilités, itinéraires, territoires) dell'Università Paris VII - Denis-Diderot e ha partecipato alla stesura della serie in tre parti Tourismes, pubblicata dal 2002 al 2011 da Belin.
È stato segretario generale del premio Vautrin Lud assegnato nell'ambito del Festival Internazionale della Geografia (FIG) e è stato presidente, dal 2015 al 2020, del comitato di valutazione del GIP "CNRT Nickel and its environment" in Nuova Caledonia.
Dal 2021 è direttore scientifico dell'Institut du tourisme Côte d'Azur (ITCA) e membro del comitato scientifico della Cattedra d'Oltremare di Sciences Po Paris.

## Pubblicazioni
- Les discontinuités spatiales, coll. « Géopoche », Économica, Paris, 1995 (rééd. 2004)
- (Co-autore) Tourismes 1. Lieux communs, Belin, Paris, 2002
- L’Outre-mer français en mouvement, Paris, La Documentation française, coll. « La Documentation photographique » n° 8031, 2003.
- L’Outre-mer français. Un espace singulier, coll. « SupGéo », Belin, 2003 (nuova ed. 2008)
- (Co-autore) Tourismes 2. Moments de lieux, Belin, 2005
- Les cocotiers de la France. Tourismes en outre-mer, coll. « SupTourisme », Paris, Belin, 2009
- (Co-autore) Tourismes 3. La révolution durable, Belin, 2011
- (Co-direzione) Atlas de la Nouvelle-Calédonie, Marseille-Nouméa, IRD-Congrès de la Nouvelle-Calédonie, (J. Bonvallot, J.-C. Gay et E. Habert), 2012
- La Nouvelle-Calédonie, un destin peu commun, Marseille, IRD éditions, 2014.
- Le DVD des communes de la Nouvelle-Calédonie, Marseille, IRD éditions, 2014 (insieme a C. Chauvin).
- L'Homme et les limites, Paris, Economica-Anthropos, 2016.
- Un Coin de paradis. Vacances et tourisme en Nouvelle-Calédonie, Musée de la ville de Nouméa, 2017,  Archiviato l'8 marzo 2022 in Internet Archive.
- Tourisme et transport. Deux siècles d’interaction, Levallois-Perret, Bréal (insieme a Véronique Mondou), 2017
- Les Outre-mers européens, Paris, La Documentation française, coll. «La Documentation photographique» n° 8123, 2018
- La France d’outre-mer. Terres éparses, sociétés vivantes, Paris, Armand Colin, 2021, 285 p. ISBN 978-2-200-629-18-2 (intervista « Mieux connaître la France d’outre-mer. Entretien avec Jean-Christophe Gay », 7 novembre 2021, diploweb.com )
- Le tourisme en France, 1 & 2, Londres, ISTE (insieme a Philippe Violier, Philippe Duhamel, Véronique Mondou), 2021, 288 p. et 232 p. ISBN 978-1-78405-781-7 et ISBN 978-1-78405-782-4